# Avisen Thorsø-Faarvang-Ulstrup
Avisen Thorsø-Faarvang-Ulstrup er en forhenværende dansk ugeavis, som blev udgivet i Hvorslev Kommune samt området omkring Fårvang. Avisen blev i begyndelsen af lagt sammen med Hadsten Avisen og Ugebladet for Hinnerup og omegn til FavrskovAvisen.

## Historie
Thorsø Avis udkom første gang den 1. april 1912 i et oplag på 700 stk. Avisens stifter var mejeribestyrer Aagaard på Thorsø Mejeri, der var tilflytter fra Hadsten. Det oprindelige dækningsområde var kommunerne Vejerslev-Aidt-Thorsø, Haurum-Sall og Bøstrup. I 1923 skifter avisen navn til Thorsø-Faarvang Avis, og udgivelsesområdet udvides til Gjern og Fårvang.
I 1965 etablerer Bent Vestergaard fra Hornslet »Thorsø Bogtrykkeri«, som samme år overtager udgivelsen af avisen. Preben Thomsen overtog i 1966 både trykkeri og avis, da Vestergaard valgte at vende tilbage til Hornslet.
I forbindelse med kommunalreformen i 1970 bliver udgivelsesområdet fastlagt til den nye Hvorslev Kommune plus området omkring Fårvang. I 1979 skifter avisen navn til Avisen Thorsø, Fårvang, Ulstrup. Preben Thomsen afhændede i slutningen af 2005 avisen til Berlingske Lokalaviser, som fra april 2008 sammenlagde den med Hadsten Avisen og Ugebladet for Hinnerup og omegn til FavrskovAvisen.

### Redaktører
Herunder ses en liste over redaktørerne:
- 1912-1913: Mejeribestyrer Aagaard, Thorsø Mejeri
- 1913-1944: Saddelmagermester Frandsen
- 1944-1965: Isenkræmmer Søren Andersen
- 1965-1966: Bent Vestergaard
- 1966-2005: Preben Thomsen
- 2005-2008: ??